# Witalij Titow (działacz partyjny)
Witalij Nikołajewicz Titow (ros. Виталий Николаевич Титов, ur. 7 lipca 1907 we wsi Stari Wyrky w rejonie białopolskim, zm. 9 września 1980 w Moskwie) – radziecki działacz partyjny.
1930-1935 studiował w Instytucie Inżynieryjno-Budowlanym w Charkowie, gdzie później był pracownikiem naukowym, m.in. docentem. Od 1938 członek WKP(b), od 1940 kandydat nauk technicznych, 1941-1943 wykładowca na uczelniach w Kazachskiej SRR, 1943-1944 funkcjonariusz partyjny w Kazachskiej SRR. 1944-1947 sekretarz i I sekretarz Komitetu Obwodowego Komunistycznej Partii (bolszewików) Ukrainy w Charkowie, od 1947 sekretarz, następnie II sekretarz Komitetu Miejskiego KP(b)U w Charkowie, od 1950 sekretarz, 1952-1953 II sekretarz, a od sierpnia 1953 do 2 marca 1961 I sekretarz Komitetu Obwodowego KP(b)U/KPU w Charkowie. Od 27 września 1952 do 23 marca 1954 zastępca członka, a od 26 marca 1954 do 27 września 1961 członek KC KPU. Od 25 lutego 1956 do śmierci członek KC KPZR, od marca 1961 do 1965 kierownik Wydziału Zarządzania Organami Partyjnymi KC KPZR republik związkowych, od 23 listopada 1962 do 29 września 1965 sekretarz KC KPZR, równocześnie przewodniczący Komisji KC KPZR ds. Zagadnień Organizacyjnych i Partyjnych. Od 5 kwietnia 1965 do 1970 II sekretarz Komunistycznej Partii Kazachstanu, następnie do śmierci I zastępca stałego przedstawiciela ZSRR w RWPG. Deputowany do Rady Najwyższej ZSRR od 4 do 10 kadencji. Pochowany na cmentarzu Nowodziewiczym. Odznaczony trzema Orderami Lenina, Orderem Rewolucji Październikowej, dwoma innymi orderami oraz medalami.